# Eduardo Jalón Larragoiti
Eduardo Jalón Larragoiti (Palència, 30 de juliol de 1840 - Barcelona, 17 de febrer de 1917). Personatge amb títol nobiliari i terratinent i, al mateix temps, progressista i militar. Casat amb Matilde Rodríguez Freire des de 1879.
Fill de Joaquín Jalón Bañuelos i Josefina Larragoiti Leirana i germà petit de Miguel i Carmen hereta el títol nobiliari de marquès de Castrofuerte de la família quan mor el seu germà el 1901.
La família Jalón, de tarannà liberal, tenia una gran fortuna degut a ser propietaris de grans terrenys a Palència, Burgos i Càceres. A més, tenien el títol nobiliari, Castrofuerte, creat el 1627 que prové d'una petita localitat de Lleó.
Segurament és per tradició familiar que Eduardo Jalón ingressa al Col·legi Militar de Cavalleria de Valladolid el 12 de maig de 1857, acabant els estudis de grau d'alferes el juliol de 1860. Ocupà diversos destins a Castella fins al 1866, que fou obligat a residir a les illes Canàries. L'octubre de 1868 ascendí a capità i el 1873 a comandant. Malgrat aquests ascensos Eduardo era un militar d'ideari liberal i progressista.
El 1888 ascendí a tintent coronel i fou destinat a Barcelona i dos anys més tard a Vilanova i la Geltrú. El 1902 fixà la seva residència a Vilanova i visqué allà amb la seva esposa, encara que ella morí poc després.
El juny de 1909 es compra una casa al Banc de Vilanova, la que avui dia es coneix com la Casa Marquès de Castrofuerte. El 1910 entrà a formar part de la Junta de Patronat de la Biblioteca Museu Balaguer, que l'anomena vicepresident. Va fer donacions importants a la institució, una de les més importants fou la donació del morter mossàrab procedent de les col·leccions de la família al Castell de Montsó (Palència).